# 胡姆斯省 (1983年前)

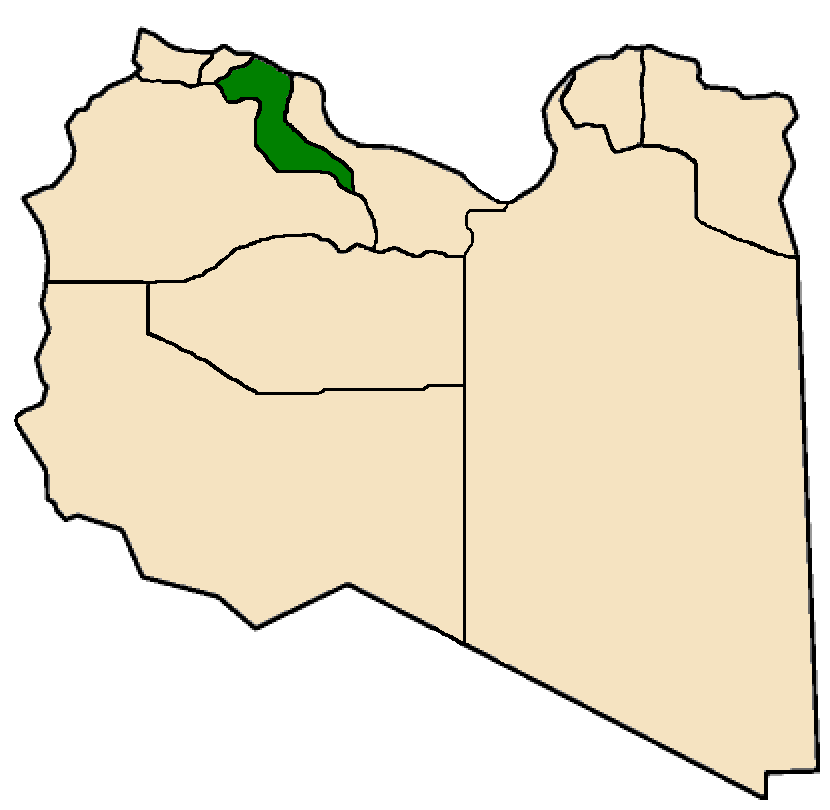
胡姆斯省（1963年－1983年）在利比亞的位置

胡姆斯省或霍姆斯省（英語：或Homs Governorate；阿拉伯语：‎）是1963年至1983年期間的利比亞省份之一。首府位於胡姆斯。
1963年數據顯示胡姆斯省人口為136,679，並在1972年升至184,079。